# Sennevoy-le-Haut
Sennevoy-le-Haut é uma comuna francesa na região administrativa de Borgonha-Franco-Condado, no departamento de Yonne. Estende-se por uma área de 8,6 km². Em 2010 a comuna tinha 118 habitantes (densidade: 13,7 hab./km²).